# مالاگا (استان)
مالاگا (به اسپانیایی: Málaga) استانی در ساحل جنوبی اسپانیا، در جنوب بخش خودمختار اندلس است.

## جغرافیا
این استان هم‌مرز با دریای مدیترانه از جنوب و استان‌های کادیس، سبیا، استان کوردوبا، گرانادا است.
مرکز استان شهر مالاگا است.

## جمعیت و مساحت

جمعیت این استان ۱٬۳۳۰٬۰۱۰ نفر است (۲۰۰۲) که از این میان دو پنجم در شهر مالاگا ساکن هستند. مساحت استان ۷٬۳۰۸ کیلومتر مربع است و ۱۰۰ دهستان دارد.

## گردشگری
بزرگترین صنعت استان گردشگری ساحلی است که هر سال میلیون‌ها گردشگر را از اروپا به خود می‌کشاند.